# Tonalita
La tonalita es una roca ígnea plutónica compuesta de cuarzo y plagioclasa, hornblenda y biotita. También contiene ortoclasa pero en cantidades menores. Fue descrita por primera vez en el monte Adamello en los Alpes italianos y deriva su nombre del poblado de Tonale, cercano al sitio de su primera descripción. La plagioclasa puede llegar a componer más de la mitad de la roca. Fue encontrada en el teide en canarias. 
Una variedad de tonalita es la trondhjemita que se caracteriza por no tener hornblenda.

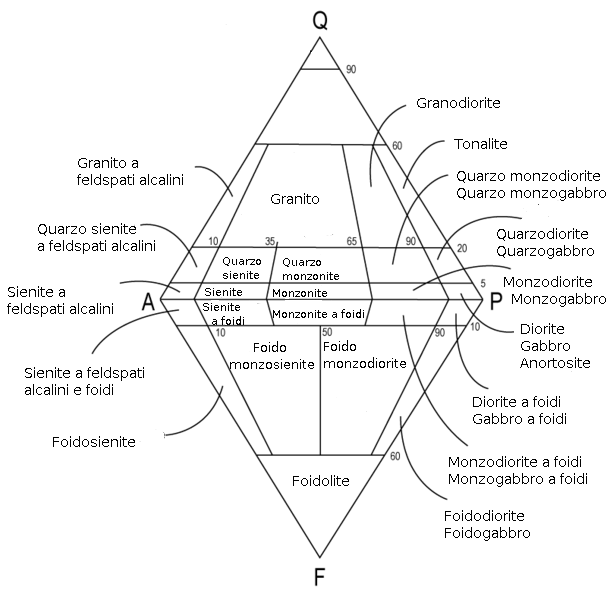
Figura 1. Diagrama QAPF para la clasificación de las rocas plutónicas.

## Fuente
- Tonalite en 1911 Edition of the Encyclopedia Britannica